# Diggers
För andra betydelser, se Diggers (olika betydelser).
Diggers (engelska för "grävare") var namnet på en protestantisk agrarkommunistisk rörelse i England under åren 1649-50, som leddes av Gerrard Winstanley. Namnet "diggers" var från början ett smeknamn som de senare accepterade; ursprungligen kallade de sig för True Levellers, som syftade på deras strävan efter ekonomisk jämlikhet, baserad på ett särskilt stycke i Bibeln. Rörelsen föddes i april 1649 då omkring tjugo fattiga män samlades vid St. George's Hill i Surrey för att börja bruka den allmänna jorden. De hävdade att det engelska inbördeskriget hade varit ett krig mot kungamakten och de rika jordägarna, och att jorden nu skulle göras tillgänglig för alla – med särskild åtanke på de allra fattigaste – att bruka, då Karl I hade avrättats. Läget för den fattigaste delen av Englands befolkning hade förvärrats i slutet av 1640-talet då matpriserna hade skjutit i höjden, vilket bidrog till denna radikalisering av bondeklassen.
"Grävarna" var pacifistiska, demokratiska och agrarkommunistiska. Levellers var en mindre radikal social rörelse som, trots likheterna i namn, tog avstånd från grävarnas kommunistiska idéer om gemensamt ägande av jorden. Värt att nämna är också att grävarnas främste ideolog, Winstanley, bland annat förespråkade allmän rösträtt för män.
Rörelsen spreds lika snabbt som den bara två år senare skulle upphöra, efter enorma påtryckningar från Englands regering (som i praktiken styrdes av Oliver Cromwell) och mäktiga godsherrar.

## Eftermäle
"Grävarna" är huvudpersoner i Johan Franzons teaterpjäs Robin Hood 1659.
Låten The world turned upside down av Billy Bragg handlar om Grävarna.
Teatergruppen The Diggers tog sitt namn från Grävarna.